# جورجيو نابوليتانو
جورجيو نابوليتانو (بالإيطالية: Giorgio Napolitano)‏ (29 يونيو 1925 - 22 سبتمبر 2023) سياسي إيطالي شغل منصب الرئيس الحادي عشر لإيطاليا منذ عام 2006 وحتى عام 2015، وهو الرئيس الإيطالي الوحيد الذي أعيد انتخابه لولاية ثانية، حائز على وسام استحقاق الجمهورية الإيطالية، ووسام إيزابيلا الكاثوليكية، ونيشان نجمة غانا، ووسام سيرافيم، ووسام الاستحقاق الوطني. بسبب موقعه المهيمن في السياسة الإيطالية، أشار إليه بعض النقاد أحيانًا باسم (الملك جورج). وهو صاحب أطول فترة رئاسة في تاريخ الجمهورية الإيطالية الحديثة التي كانت قائمة منذ عام 1946.
على الرغم من أن الرئاسة منصب غير حزبي باعتبارها تضمن الدستور الإيطالي، فإن نابوليتانو كان عضوًا لفترة طويلة في الحزب الشيوعي الإيطالي (وخلفائه الديمقراطيين الاجتماعيين في فترة ما بعد الشيوعية، من الحزب الديمقراطي اليساري وما بعده). كان عضوًا قياديًا في جناح التحديث في الحزب. انتخب لأول مرة لمجلس النواب في عام 1953، واهتم بشدة بالحياة البرلمانية وكان رئيسًا لمجلس النواب منذ عام 1992 وحتى عام 1994. شغل منصب وزير الداخلية منذ عام 1996 وحتى عام 1998 في عهد رومانو برودي.
عُين نابوليتانو عضوًا في مجلس الشيوخ مدى الحياة في عام 2005 من قبل الرئيس كارلو أزيليو تشامبي. في مايو 2006 انتخب رئيسًا لإيطاليا من قبل البرلمان. خلال فترة ولايته الأولى، أشرف على حكومات اليسار المعتدل بقيادة برودي، ووسط اليمين بقيادة سيلفيو برلسكوني. في نوفمبر 2011 استقال برلسكوني من منصب رئيس الوزراء وسط مشاكل مالية واقتصادية. ثم طلب نابوليتانو، تماشيًا مع دوره الدستوري، من مفوض الاتحاد الأوروبي السابق ماريو مونتي تشكيل حكومة أشار إليها النقاد على أنها «حكومة الرئيس».
عندما انتهت فترة رئاسته التي دامت سبع سنوات في أبريل 2013، وافق نابوليتانو (الذي كان يبلغ من العمر 87 عامًا آنذاك) على مضض على إعادة انتخابه، ليصبح أول رئيس لإيطاليا يخدم لفترة ولاية ثانية، لحماية استمرارية مؤسسات البلاد خلال المأزق البرلماني الذي أعقب الانتخابات العامة 2013. عند إعادة انتخابه كرئيس بدعم واسع من الأحزاب في البرلمان، تغلب على المأزق من خلال دعوة إنريكو ليتا لاقتراح حكومة على شكل ائتلاف كبير. عندما قدم ليتا استقالته في 14 فبراير 2014 ، كلف نابوليتانو ماتيو رينزي (منافس ليتا الحزبي) بتشكيل حكومة جديدة. بعد ثمانية أعوام ونصف من توليه الرئاسة، استقال نابوليتانو عن عمر يناهز 89 عامًا في يناير 2015.
كثيراً ما اتهم نابوليتانو من قِبَل منتقديه بتحويل الدور الشرفي إلى دور سياسي، أصبح أثناء سنوات ولايته، صاحب النفوذ الحقيقي للسياسة الإيطالية. اعتبارًا من عام 2020 أصبح نابوليتانو الرئيس الإيطالي السابق الوحيد الحي.

## الحياة المهنية السياسية المبكرة

### من سنوات ما بعد الحرب إلى الثورة المجرية
في عام 1944 استعد نابوليتانو مع مجموعة الشيوعيين النابوليين، مثل ماريو باليرمو وماوريتسيو فالينزي، لوصول بالميرو تولياتي إلى نابولي، الزعيم القديم للحزب الشيوعي الإيطالي الذي كان في المنفى منذ عام 1926 عندما حُظر الحزب من قبل الحكومة الفاشية الإيطالية، وكان تولياتي أحد القادة القلائل الذين لم يجرِ اعتقالهم، إذ كان يحضر اجتماعًا للشيوعية الدولية في موسكو.
بعد نهاية الحرب في عام 1945 انضم نابوليتانو إلى الحزب الشيوعي وأصبح فجأة سكرتيرًا فيدراليًا لنابولي وكازيرتا. في عام 1947 تخرج من فقه القضاء بأطروحة نهائية حول الاقتصاد السياسي بعنوان (الافتقار إلى التطور الصناعي في جنوب إيطاليا بعد توحيد إيطاليا والقانون الخاص بنابولي لعام 1904). أصبح عضوًا لمدة عامين في أمانة المركز الاقتصادي الإيطالي لجنوب إيطاليا عام 1946، والذي مثله السناتور باراتور. لعب نابوليتانو دورًا رئيسيًا في حركة نهضة جنوب إيطاليا لأكثر من عشر سنوات.
انتخب لأول مرة في مجلس النواب عام 1953 عن دائرة نابولي الانتخابية، وأعيد انتخابه في كل انتخابات حتى عام 1996. انتخِب لعضوية اللجنة الوطنية للحزب خلال المؤتمر الوطني الثامن للحزب في عام 1956، ويرجع الفضل في ذلك إلى حد كبير إلى الدعم الذي قدمه بالميرو تولياتي، الذي أراد إشراك السياسيين الشباب في التوجيه المركزي للحزب. أصبح مسؤولًا عن لجنة جنوب إيطاليا داخل اللجنة الوطنية.
في عام 1953 أفادت وثيقة صادرة عن وزارة الداخلية الإيطالية بأن نابوليتانو عضوٌ في الجماعات شبه العسكرية المسلحة السرية التابعة للحزب الشيوعي في مدينة روما (ما يسمى «بغلاديو روسا»).
في وقت لاحق من نفس العام، حدثت الثورة المجرية عام 1956 وقُمِعت عسكريًا من قبل الاتحاد السوفيتي. وصفت قيادة الحزب الشيوعي الإيطالي المتمردين بأنهم أعداء للثورة، ووصفتهم صحيفة الحزب الرسمية لونيتا بأنهم «بلطجية» و «عملاء حقيرون محرضون». امتثل نابوليتانو للموقف الذي يرعاه الحزب بشأن هذه المسألة، وهو خيار أعلن مرارًا أنه لم يكن مرتاحًا له، وصاغه بحسب سيرته الذاتية بأنه «عذاب خطير للذات». فسر امتثاله بأنه كان مدفوعًا بالمخاوف بشأن دور الحزب الشيوعي الإيطالي باعتباره «لا ينفصل عن مصائر القوى الاشتراكية التي يقودها الاتحاد السوفيتي» في مقابل القوى «الإمبريالية».
كان القرار بدعم الاتحاد السوفيتي ضد الثوار المجريين سببًا في إحداث انقسام في الحزب الشيوعي الإيطالي، بل وحتى الاتحاد العام الإيطالي للعمال (أكبر اتحاد نقابة عمال في إيطاليا، والذي كان آنذاك داعمًا للحزب الشيوعي الإيطالي) رفض الالتزام بالموقف الذي رعاه الحزب وأشاد بالثورة، على أساس أن المؤتمر الوطني الثامن للحزب الشيوعي الإيطالي قد صرح بالفعل أن «الطريقة الإيطالية للاشتراكية» يجب أن تكون ديمقراطية وخاصة بالأمة. دُعِمت هذه الآراء في الحزب من قبل جورجيو أميندولا، الذي كان نابوليتانو ينظر إليه دائمًا باعتباره معلمًا. كثيرًا ما شوهدا معًا، وأشار إليها الأصدقاء على سبيل المزاح (بجورج البدين وجورج النحيف في اللهجة النابولية).

## عضو قيادي في الحزب الشيوعي

### منذ ستينيات القرن العشرين وحتى ثمانينيات القرن العشرين
بين عامي 1963 و1966، كان نابوليتانو رئيسًا للحزب في مدينة نابولي، وبعد ذلك، بين عامي 1966 و1969 عُين رئيسًا لمكتب الأمانة والمكتب السياسي. في عام 1964، بعد وفاة بالميرو تولياتي، كان نابوليتانو أحد القادة الرئيسيين الذين دعموا التحالف مع الحزب الاشتراكي الإيطالي، الذي انضم بعد نهاية ما يسمى «الجبهة الديمقراطية الشعبية» إلى الحكومة مع الديمقراطية المسيحية). خلال سبعينيات وثمانينيات القرن العشرين، كان نابوليتانو مسؤولًا عن الأنشطة الثقافية، والسياسة الاقتصادية، والعلاقات الدولية للحزب.
كان الفكر السياسي لنابوليتانو معتدلًا إلى حد ما ومناسبًا للحزب الشيوعي الإيطالي: في الواقع، أصبح زعيمًا لما يسمى جناح التحديث للحزب، والذي كان من بين أعضائه بشكل خاص جيراردو تشيارومونتي، وإيمانويل ماكالوسو. نظر الشيوعيون التقليديون إلى التابعين لجناح التحديث نظرةً سلبية أكثر من الإصلاحيين.
في منتصف السبعينيات من القرن العشرين دُعي نابوليتانو من قبل معهد ماساتشوستس للتكنولوجيا لإلقاء محاضرة، لكن سفير الولايات المتحدة في إيطاليا، جون أنتوني فولبي، رفض منح نابوليتانو تأشيرة بسبب عضويته في الحزب الشيوعي الإيطالي. بين عامي 1977 و1981 عقد نابوليتانو بعض الاجتماعات السرية مع سفير الولايات المتحدة ريتشارد غاردنر، في الوقت الذي كان فيه الحزب الشيوعي الإيطالي يسعى للاتصال بالإدارة الأمريكية، في إطار قطعها النهائي لعلاقتها السابقة مع الحزب الشيوعي للاتحاد السوفيتي وبداية الشيوعية الأوروبية، وهي محاولة لتطوير نظرية وممارسة أكثر ملاءمة للدول الديمقراطية في أوروبا الغربية. كان عضوًا نشطًا في الحزب حتى حُلّ عام 1991. في عام 2006 عندما انتخِب نابوليتانو رئيسًا للجمهورية الإيطالية، صرح غاردنر لتلفزيون أسوشيتد برس نيوز أنه يعتبر نابوليتانو «رجل دولة حقيقيًا» و «مؤمنًا حقيقيًا بالديمقراطية» و «صديقًا للولايات المتحدة وسيضطلع بمنصبه بنزاهة وإنصاف».
بفضل هذا الدور والمساعي الحميدة لجوليو أندريوتي جزئيًا، تمكن نابوليتانو في الثمانينيات من السفر إلى الولايات المتحدة وإلقاء محاضرات في أسبن (كولورادو)، وجامعة هارفارد. ومنذ ذلك الحين زار الولايات المتحدة وألقى محاضرات عدة مرات.
بعد وفاة إنريكو برلينغوير في عام 1984، كان نابوليتانو من بين الخلفاء المحتملين ليكون سكرتيرًا للحزب، ولكن أليساندرو ناتا كان المفضل. في يوليو 1989 أصبح نابوليتانو وزيرًا للخارجية في حكومة الظل للحزب الشيوعي الإيطالي، والتي استقال منها في اليوم التالي لمؤتمر ريميني، حيث دافع عن التحول إلى الحزب الديمقراطي اليساري.

## الوفاة
توفي جورجيو نابوليتانو في 22 سبتمبر 2023 عن عمر ناهز الثامنة والتسعين.

## روابط خارجية
- جورجيو نابوليتانو على موقع IMDb (الإنجليزية)
- جورجيو نابوليتانو على موقع الموسوعة البريطانية (الإنجليزية)
- جورجيو نابوليتانو على موقع مونزينجر (الألمانية)
- جورجيو نابوليتانو على موقع إن إن دي بي (الإنجليزية)
- جورجيو نابوليتانو على موقع قاعدة بيانات الفيلم (الإنجليزية)
- جورجيو نابوليتانو على موقع كينوبويسك (الروسية)